# Font de la plaça Matriz
La font de la plaça Matriz (castellà: Fuente de la plaza Matriz o plaza de la Constitución) és un monument històric de la ciutat de Montevideo, capital de l'Uruguai, símbol de l'accés a l'aigua corrent.
Va ser construïda el 1871 per l'escultor italià Juan Ferrari, nascut a Milà el 1836 i que va arribar a Montevideo amb les tropes de Garibaldi. Està construïda amb marbre blanc i consta d'un estany circular que té en el centre una columna que té tres plats circulars de superfície decreixent de baix a dalt. El seu ornament està compost per àngels, faunes i dofins. La font té una simbologia mítica.
Quan es va inaugurar, era la primera font d'aigua potable de Montevideo, i l'aigua hi arribava des del riu Santa Lucía, després de ser filtrada. Fins aleshores l'aigua que es consumia a la ciutat provenia de pous, que en diverses ocasions havien estat causa d'epidèmies.
L'any 2011 la font va ser restaurada i el 18 de juliol, dia en què es commemora la jura de la Constitució, va ser reinaugurada.
Actualment, forma part de la coneguda com Plaza Matriz, al barri de Ciudad Vieja de Montevideo.